# Marie de Clèves
Marie de Clèves, även Marie de Nevers, född 1553, död 1574, var en fransk hovdam och prinsessa. Hon var gift med Henrik I av Bourbon, prins av Condé, och känd som kärleksintresse och tilltänkt äktenskapspartner till kung Henrik III av Frankrike.
Hon var dotter till François I de Clèves, hertig av Nevers, och Marguerite de Bourbon-Vendôme och som systerdotter till Anton av Bourbon kusin till Henrik IV av Frankrike. Hon uppfostrades till kalvinist av sin morbrors maka drottning Johanna III av Navarra och vigdes vid sin kusin Henrik I av Bourbon enligt kalvinistisk ritual 1572. Under Bartolomeinatten tvingades paret konverstera till katolicismen och gifta sig på nytt enligt romersk-katolsk ritual. Då maken flydde från franska hovet och övergav katolicismen valde hon att stanna kvar och förbli katolik. Hon blev hovdam åt Frankrikes dåvarande drottning Elisabeth av Österrike. Hon inledde ett förhållande med Henrik III, som blev uppriktigt förälskad i henne och planerade att genomdriva en skilsmässa för henne så att de kunde gifta sig. Planen realiserades aldrig, eftersom hon avled, antingen genom en lungsjukdom, eller av födelsen av parets dotter.